# Sichtzeichen
Sichtzeichen dienen der Informationsweitergabe in Situationen, in denen die Verständigung auf anderem Wege nur eingeschränkt möglich oder z. B. aus einsatztaktischen Gründen unzweckmäßig ist. Sie finden insbesondere bei Spezialeinheiten der Polizei oder beim Militär Verwendung. Sie dienen u. a. der Weitergabe von Befehlen, Richtungsangaben oder der Einweisung von Kraftfahrern z. B. beim Rückwärtsfahren.

## Allgemeines
Sichtzeichen können als Armzeichen/Handzeichen oder – bei eingeschränkter Sicht – als Lichtzeichen gegeben werden. Sofern die jeweilige Lage es erlaubt, können auch Geräuschzeichen (z. B. unter Zuhilfenahme einer Signalpfeife) eingesetzt werden, um die Gabe von Sichtzeichen anzukündigen.
Der Signalgebende zeigt durch die Geschwindigkeit des Gebens von Sichtzeichen an, wie schnell oder wie langsam der oder die jeweiligen Befehle ausgeführt werden sollen. Kombiniert er mehrere Sichtzeichen, lässt er zwischen zwei Sichtzeichen eine kurze Pause. Durch Wiederholung bestätigt der Empfänger, dass er den jeweiligen Befehl verstanden hat. Bei Armzeichen/Handzeichen erfolgt die Bestätigung durch Weitergabe an die anderen Gruppenmitglieder; bei Lichtzeichen wird zunächst in Richtung des Signalgebenden bestätigt und das Zeichen anschließend weitergegeben. Militärische Verkehrsregelungszeichen wie z. B. von Feldjägern oder bei der Einweisung von Kraftfahrern werden vom Empfänger nicht wiederholt.
Armzeichen/Handzeichen wie z. B. die Tauchzeichen werden mit der bloßen Hand, einem oder beiden Armen oder wie für die Führung von Marschkolonnen mit einem Hilfsgegenstand (z. B. Winkerkelle) gegeben.
Lichtzeichen werden in der Regel in unterschiedlichen Signalfarben (Weiß, Grün, Rot) gegeben. Auf Eisenbahnanlagen oder in deren unmittelbarer Umgebung sind Lichtzeichen nur zulässig, sofern der Bahnbetrieb hierdurch nicht gefährdet wird.
Die Straßenverkehrsordnung verlangt, das Abbiegen anzukündigen. Das Handzeichen ist für Radfahrer zwar nicht vorgeschrieben, ist aber allgemein üblich, empfehlenswert und verständlich. Fußgänger kündigen ein beabsichtigtes Abbiegen nicht an.

## Spezielle Sichtzeichen
2020 entwickelte die Canadian Women’s Foundation das Handzeichen gegen häusliche Gewalt, „um vor allem in Videochats international verständlich um Hilfe rufen zu können.“ Dazu wird zunächst die flache Hand nach vorn gezeigt, dann wird der Daumen zur Handfläche geführt und von den übrigen Finger umschlossen. „So entsteht eine Faust, die den Daumen einschließt.“